# San Pietro di Cadore
San Pietro di Cadore ist eine italienische Gemeinde mit 1472 Einwohnern (Stand 31. Dezember 2023) in der Provinz Belluno, Region Venetien, etwa 130 km nördlich von Venedig und 60 km nordöstlich von Belluno an der österreichischen Grenze.
Die Gemeinde liegt im Cadore inmitten der Dolomiten. Die Nachbargemeinden sind Obertilliach (Österreich), San Nicolò di Comelico, Santo Stefano di Cadore und Untertilliach (Österreich).
Im November 2007 erregte der Ort besonders in Österreich Aufsehen, als der Bürgermeister den Beginn einer Unterschriftensammelaktion ankündigte mit dem Ziel, Unterschriften für den Anschluss an Österreich zu sammeln.
San Pietro di Cadore ist der Geburtsort von Maurilio De Zolt und Silvio Fauner, Olympiasieger in Lillehammer 1994 (4 × 10 km Staffel).